# هوگو ایر
هوگو ایر (انگلیسی: Hugo Eyre؛ زادهٔ ۷ مهٔ ۱۹۹۴) بازیکن فوتبال اهل اسپانیا است.
از باشگاه‌هایی که در آن بازی کرده‌است می‌توان به باشگاه فوتبال آلباسته بالومپیه اشاره کرد.